# Ramón Corral
Ramón Corral Verdugo (Álamos, 10 de janeiro de 1854 – Paris, 10 de novembro de 1912) foi um político mexicano, vice-presidente do México durante a presidência de Porfirio Díaz, a partir 1904 até à deposição de ambos em 1911.

## Juventude
Ramón Corral nasceu na Hacienda Las Mercedes (ponde o seu pai trabalhava), próximo da cidade de Álamos (Sonora), no dia 10 de janeiro de 1854, filho de Fulgencio Fabián Corral Rochín e de María Francisca Almada y Verdugo.
Começou por ganhar notoriedade em 1872 como editor de dois jornais locais, “El Fantasma”, e “La Voz de Álamos,” ambos críticos do então governador-geral de Sonora Ignacio Pesqueira. Nos anos que se seguiram, Ramón Corral envolveu-se cada vez mais na política.
Casou com Amparo Escalante em 25 de fevereiro de 1888. Amparo Escalante era filha de Vicente Escalante um bem conhecido estadista mexicano da época.

## Atividade política
Corral era um dos Científicos embebidos na "política científica" positivista, funcionavam como parte do seu programa de modernização do início do século XX que aconselhavam o presidente Porfirio Díaz. Fii governador de Sonora entre 1895 e 1899, governador do Distrito Federal (México) em 1900 e Ministro do Interior em 1903. Foi eleito vice-presidente em 1904 e reeleito em 1910.

## Últimos dias
Díaz escolheu Corral como seu sucessor em 1911, mas Corral havia viajado a Paris para tratamentos médicos, pois havia-lhe sido diagnosticado um cancro do pâncreas. Após ter sido operado, descobriu-se que o cancro era incurável. Devido à sua saúde em deterioração e à crescente oposição revolucionária ao governo de Díaz, Ramón Corral apresentou a sua demissão a Francisco León de la Barra, ministro dos negócios estrangeiros de Porfirio Díaz, a qual Barra apenas aceitou quando Díaz renunciou em 25 de maio de 1911. Faleceria em Paris, em 12 de novembro de 1912.

### Carta de renuncia
A carta de renúncia de Corral não dava dúvidas de que ele tinha conhecimento prévio da intenção de Díaz de renunciar e que o curso dos acontecimentos levaria a um novo governo para o México:
Nas duas ocasiões em que a convenção nacional avançou minha candidatura a vice-presidente da república, para figurar nas eleições com o general Díaz como presidente, afirmei que estava preparado para ocupar qualquer cargo em que os compatriotas considerassem que eu seria de uso, e que se o voto público me conferisse uma posição tão acima dos meus méritos, então minha intenção seria apoiar em todos os aspectos a política do general Diaz, a fim de cooperar com ele, na medida em que estivesse em meu poder, para o engrandecimento da nação, que se desenvolvera notavelmente sob sua administração.
Quem se preocupa com a coisa pública e tem observado o seu progresso nos últimos anos, poderá dizer se cumpri a minha intenção.
De minha parte, posso dizer que nunca me esforcei para trazer o menor obstáculo, seja na política do Presidente, seja na sua maneira de executá-la, mesmo à custa de sacrificar minhas convicções, tanto porque essa era a base do meu programa como porque isto correspondia à minha posição e à minha lealdade, bem como ao facto de não procurar qualquer prestígio no cargo de Vice-Presidente, tão útil nos Estados Unidos e tão desacreditado nos países latinos.
Nos acontecimentos que abalaram o país nestes últimos meses, o Presidente foi levado a considerar que é patriótico renunciar ao alto cargo que o voto quase unânime dos mexicanos lhe conferiu nas últimas eleições, e que é aconselhável, ao mesmo tempo, no interesse do país, que o Vice-Presidente faça o mesmo, para que novos homens e novas energias sigam levando a prosperidade da nação.
Seguindo meu programa de apoiar a política do Gen. Diaz, eu junto minha renúncia à sua e na presente nota me aposento do cargo de Vice-Presidente da República, implorando que a Câmara aceite a mesma ao mesmo tempo que a do Presidente.
Rogo-vos, senhores, que vos informem do acima exposto, que apresento com os protestos da minha mais elevada consideração.
Liberty and Constitution, Paris, 4 de maio de 1911.

[Assinado] "RAMON CORRAL." 

## Trabalhos selecionados
- Breve Manifestación que la Diputación Permanente del Congreso del Estado, Hace al Pueblo. Ures, Sonora, México: Imprenta del Gobierno. 1878
- El General Ignacio Pesqueira: Reseña Histórica del Estado de Sonora. Hermosillo, Sonora, Mexico: Imprenta del Estado. 1900 [1886].[5] Uma biografia de Ignacio Pesqueira, governador de Sonora por 20 anos (1856-1876).
- Informe leido por el C. Ramón Corral vice gobernador constitucional de Sonora ante la legislatura del mismo estado. Hermosillo, Sonora, México: Gobierno del Estado. 1889.
- La Mayoría del Congreso del Estado, al Pueblo Sonorense. Hermosillo, Sonora, Mexico: Imprenta de Roberto Bernal. 1878
- La cuestion de la harina. Coleccion de articulos y documentos publicados en "El Telegrafo". México: Tip. de V. Villada. 1881.
- Memoria de la administración pública del Estado de Sonora, presentada a la Legislatura del mismo por el Gobernador Ramón Corral. 2 vols. Guaymas, Sonora, México: Imprenta de E. Gaxiola. 1891
- Memoria de la Secretaría de Gobernación : Que comprende de lo. de diciembre de 1904 a 30 de junio de 1906. México: Imprenta del Gobierno Federal. 1909
- Obras históricas. Reseña histórica del Estado de Sonora, 1856-1877. Hermosillo, Sonora, México: Imprenta del Estado. 1900. Uma biografia de José María Leiva (Cajemé), o líder yaqui que Corral entrevistou pouco antes de Cajemé ser executado.